# Madonna col Bambino (Gentile da Fabriano Ferrara)
La Madonna col Bambino è un dipinto a tempera e oro su tavola (58x48 cm) di Gentile da Fabriano, databile al 1403-1410 circa e conservato nella Pinacoteca nazionale di Ferrara.

## Storia
L'opera, che fu sicuramente tagliata della parte inferiore, faceva parte della collezione di Enea Vendeghini a Ferrara (circa 1880-1900), il quale aveva acquistato tutti i suoi pezzi sul mercato antiquario locale o da chiese e conventi del territorio, facendo quindi presumere che venne eseguita per la stessa Ferrara, probabilmente per la devozione privata, come suggeriscono le dimensioni contenute. Passò quindi alla collezione Baldi-Vendeghini (1900-1958) ed ancora alla collezione Mario Baldi (1958-1973), entrambe nella stessa città, prima di essere donata nel 1973 alla Pinacoteca nazionale di Ferrara.
La tavola veniva considerata di un seguace di Gentile, Jacopo Bellini, anche a causa delle spesse ridipinture che impedivano una lettura efficace dell'opera. Fu Carlo Volpe a stabilire la parternità di Gentile da Fabriano nel 1977.
Fu restaurata nel 1980 da O. Nonfarmale.
Caratteristiche stilistiche la fanno datare ai primi del Quattrocento, quando l'artista era a Venezia da cui inviava le proprie opere nelle altre corti. Fu comunque realizzata prima del polittico di Valleromita, negli stessi anni della pala di Perugia e del polittico Sandei, per cui una datazione tra il 1403 e il 1410 sembra plausibile.

## Descrizione e stile
La Madonna col Bambino in braccio era probabilmente raffigurata a mezzobusto, ma con il bordo spostato più in basso, senza il taglio dei piedini di Gesù e con forse il braccio completo di Maria fino al gomito. Nonostante la superficie abrasa è possibile apprezzare la stesura pittorica di alcune parti del dipinto, tipiche di Gentile, come la dolce capigliatura bionda di Maria, il turgore acceso delle carni, i pomelli rossi delle guance, questi ultimi vicini stilisticamente alla Madonna in trono di Perugia. 
Come tipico delle tavole di Gentile, l'oro è lavorato con estrema cura. Ad esempio nell'aureola di Maria corre l'iscrizione in caratteri gotici "AVE MARIA GRATIA PLENA DOMINUS TECUM", le frasi iniziali dell'Ave Maria in latino. Il risvolto del manto di Maria mostra una puntinatura dorata, derivata dalle miniature di Giovannino de' Grassi.
Il Bambino, interessato da una caduta di colore, compie una complessa torsione come per liberarsi dall'abbraccio materno, secondo un vivace naturalismo che non era infrequente in area lombarda durante il periodo del gotico internazionale. I suoi occhi cercano qualcosa che doveva trovarsi nella parte tagliata del dipinto, magari un uccellino, simbolo della Passione, o altro. 